# Diego do Violino

A fotografia que se tornou famosa, tirada pelo fotógrafo Marcos Tristão

Diego Frazão Torquato, conhecido como Diego do Violino (1997 – Duque de Caxias, 1 de abril de 2010), foi um violinista brasileiro que se tornou notório por uma fotografia em que aparece tocando o instrumento no enterro de seu professor. O jornal O Globo, relatou a imagem "como uma das mais emocionantes dos últimos tempos".
Diego do Violino fazia parte da orquestra de cordas do AfroReggae e "virou um símbolo da esperança" pela luta contra a leucemia e indignação contra o crime que vitimou o líder do grupo, Evandro João da Silva, morto em um assalto em 18 de outubro de 2009.

## Vida
Desde muito pequeno, Diego conviveu com doenças, como a meningite, mas, apesar disso, não perdeu o entusiasmo para a música.
Não tinha formação clássica, mas passava sentimento na execução, o que incluiu as lágrimas do enterro do líder do Afroreggae, noticiado com destaque pela imprensa brasileira, o que lhe daria notoriedade.
Diego participou das oficinas do grupo em Parada de Lucas e se tornou a estrela da orquestra de cordas do AfroReggae, uma ONG que atua no combate ao ingresso de jovens no tráfico.
Em dezembro de 2009, ele participou da campanha de final de ano da Rede Globo.
Foi indicado em 2010 ao Prêmio Faz Diferença do jornal O Globo.

### Doenças
A infância dele foi marcada pelas doenças. A última delas levou à internação de 24 dias, quando sofreu infecção generalizada após uma cirurgia de apêndice, que levou ao agravamento do caso. Ele dependia da ajuda de aparelhos para regular a pressão sanguínea e teve uma parada cardiorrespiratória. Pouco depois morreu.
Durante esse período, também ficou internado no Hospital de Saracuruna com leucemia aguda, mas não pôde fazer quimioterapia pelo risco do procedimento.